# Morebilus swarbrecki
Morebilus swarbrecki är en spindelart som först beskrevs av Dunn 1946.  Morebilus swarbrecki ingår i släktet Morebilus och familjen Trochanteriidae.
Artens utbredningsområde är Victoria, Australien. Inga underarter finns listade i Catalogue of Life.